# Plectranthus ramosior
Plectranthus ramosior là một loài thực vật có hoa trong họ Hoa môi. Loài này được (Benth.) van Jaarsv. mô tả khoa học đầu tiên năm 2006.